# Zwergmisteln
Die Zwergmisteln (Arceuthobium) sind eine Pflanzengattung aus der Familie der Sandelholzgewächse (Santalaceae). Es sind parasitische Pflanzen, die auf Kieferngewächsen (Pinaceae) und Zypressengewächsen (Cupressaceae) wachsen. Sie dürfen nicht mit der Art Viscum minimum verwechselt werden, die auch manchmal als Zwergmistel bezeichnet wird.

## Verbreitung
Die Vertreter der Gattung sind in Nord- und Mittelamerika, Afrika und Asien verbreitet. Die meisten Arten sind in Nordamerika heimisch. In Europa kommen nur zwei Arten vor.

## Beschreibung
Die immergrünen Arten dieser Gattung besitzen sehr reduzierte Triebe und Blätter. Der größte Teil der Pflanzen lebt halbparasitisch an Koniferen. Die sichtbaren Pflanzensprosse werden je nach Art 1 cm bis 70 cm groß. Bei der kleinsten Art Arceuthobium minutissimum sind sie lediglich 1 cm groß; diese in Asien heimische Art lebt auf der Tränenkiefer (Pinus wallichiana). Beim größten Vertreter der Gattung, Arceuthobium globosum subsp. grandicaule, werden die Sprosse bis zu 70 cm groß. Die gegenständigen Blätter sind meist zu Schuppen reduziert.
Die Pflanzen sind zweihäusig (diözisch), es gibt also männliche und weibliche Exemplare auf verschiedenen Wirtspflanzen. Die Blüten erscheinen end- oder achselständig, einzeln oder in Zymen. Die eingeschlechtlichen, sitzenden bis kurz gestielten Blüten besitzen eine einfache Blütenhülle. Es sind 2–7 Tepalen vorhanden. Die männlichen Blüten besitzen bis zu 7 meist sitzende Staubblätter, die einthekigen Antheren besitzen nur ein Mikrosporangium. Die weiblichen Blüten besitzen einen einkammerigen, unterständigen Fruchtknoten mit sitzender bis fast sitzender, leicht zweilappigen Narbe. Weibliche Blüten erzeugen an der Narbe ein „Bestäubungströpfchen“ (Exsudat), ähnlich wie bei den Gymnospermen an der Mikropyle. Es sind Nektarien in den männlichen Blüten vorhanden. Nach der Blüte sterben die männlichen Triebe oft bzw. werden abgeworfen. Die weiblichen Triebe sterben manchmal, nachdem die Samen entlassen wurden.
Die reifen, meist ein- bis zweisamigen Früchte, Beeren, bauen im Inneren einen hydrostatischen Druck auf. Wenn sich dieser Druck entlädt, werden die Samen mit meistens hoher Geschwindigkeit von der Pflanze weggeschleudert. Diese Misteln benötigen also für ihre Samenausbreitung keine fruchtverzehrenden Vögel, diese verbreiten die Samen nur wenn sie am Gefieder anhaften. Die Samen ohne Samenschale sind umgeben von einem klebrigen Mesokarp. Das Haustorium der Samen bohrt sich bei der Keimung in die Borke der Wirtspflanze.

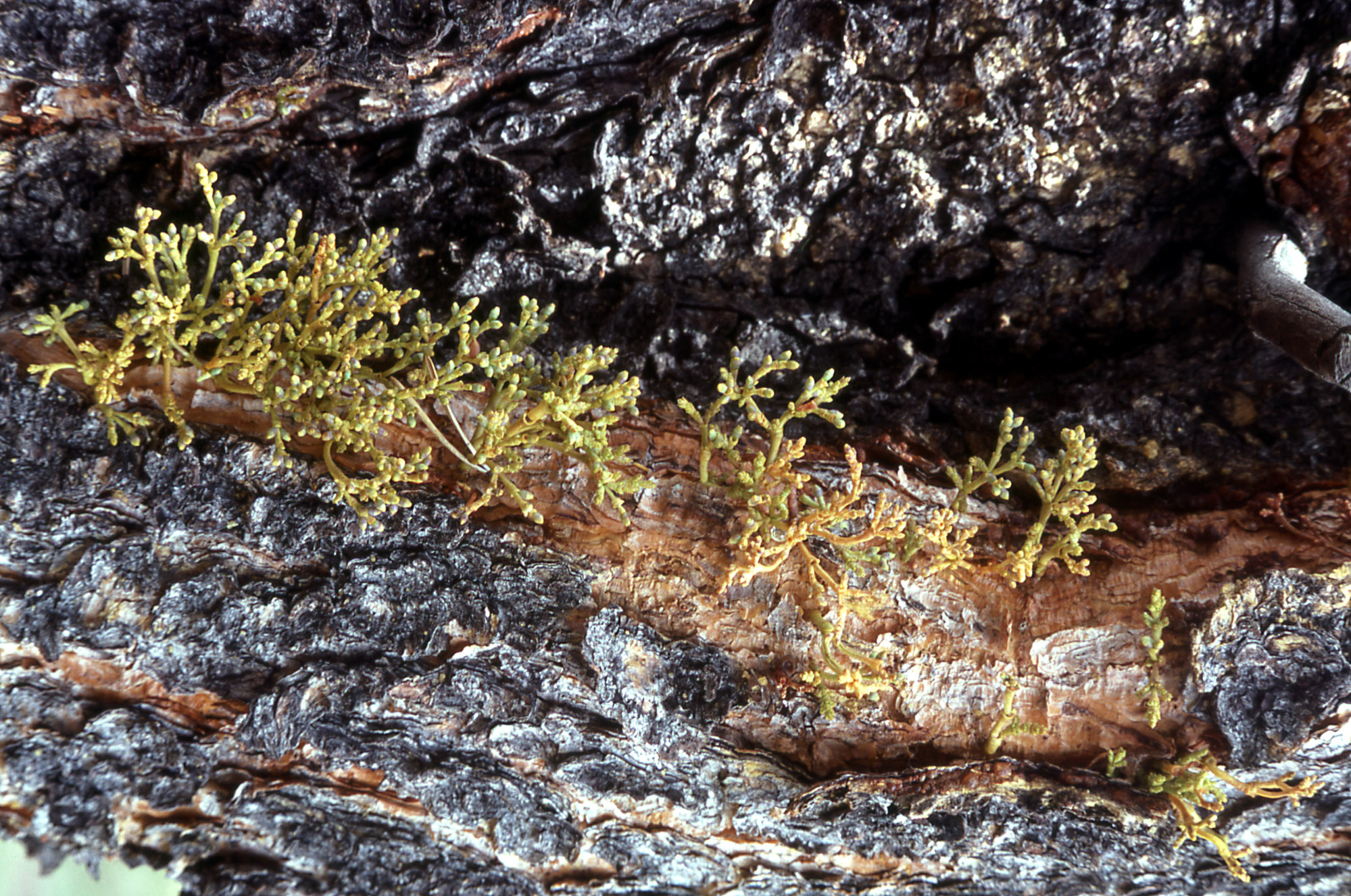
Arceuthobium americanum

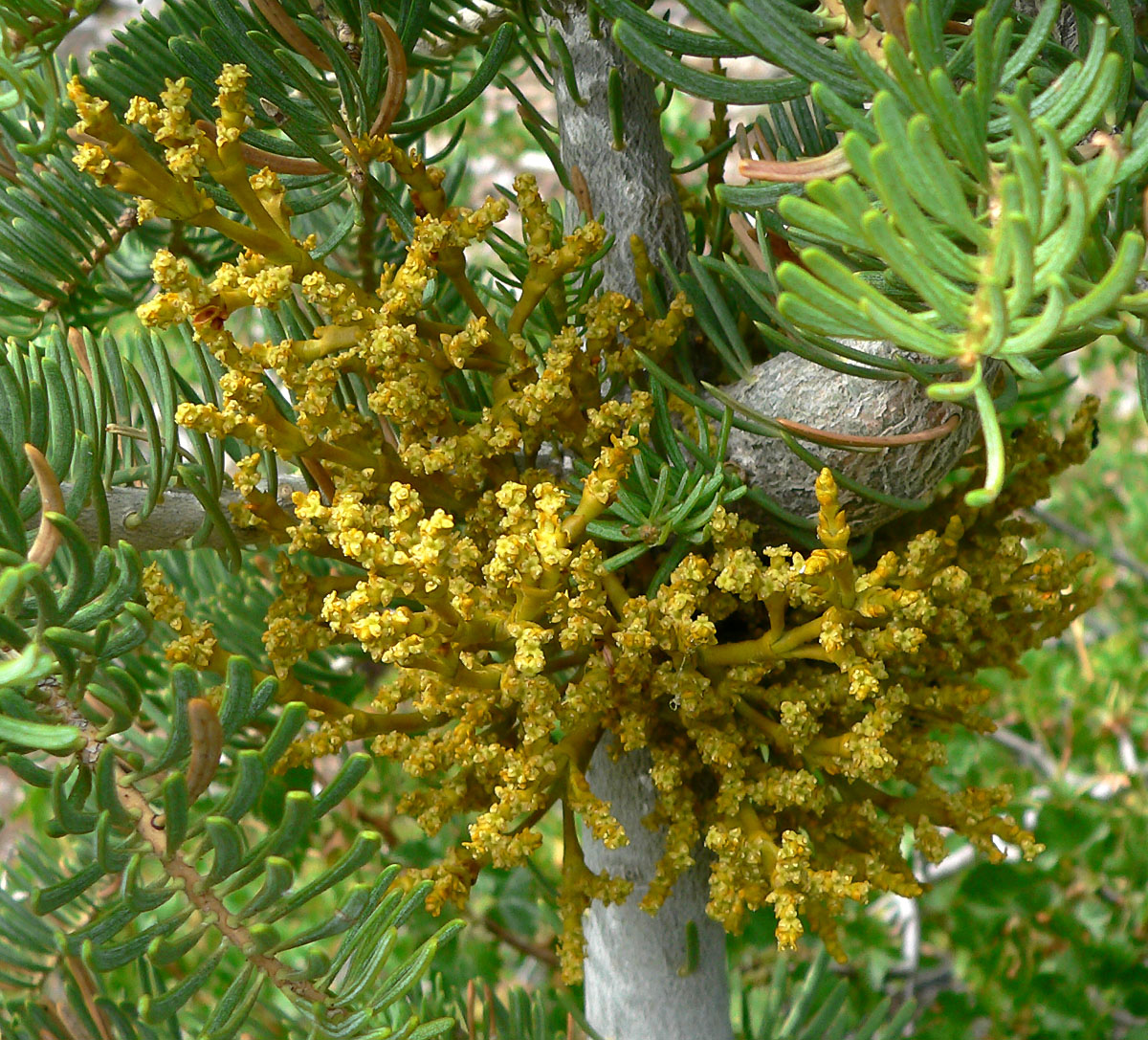
Arceuthobium campylopodum subsp. abietinum

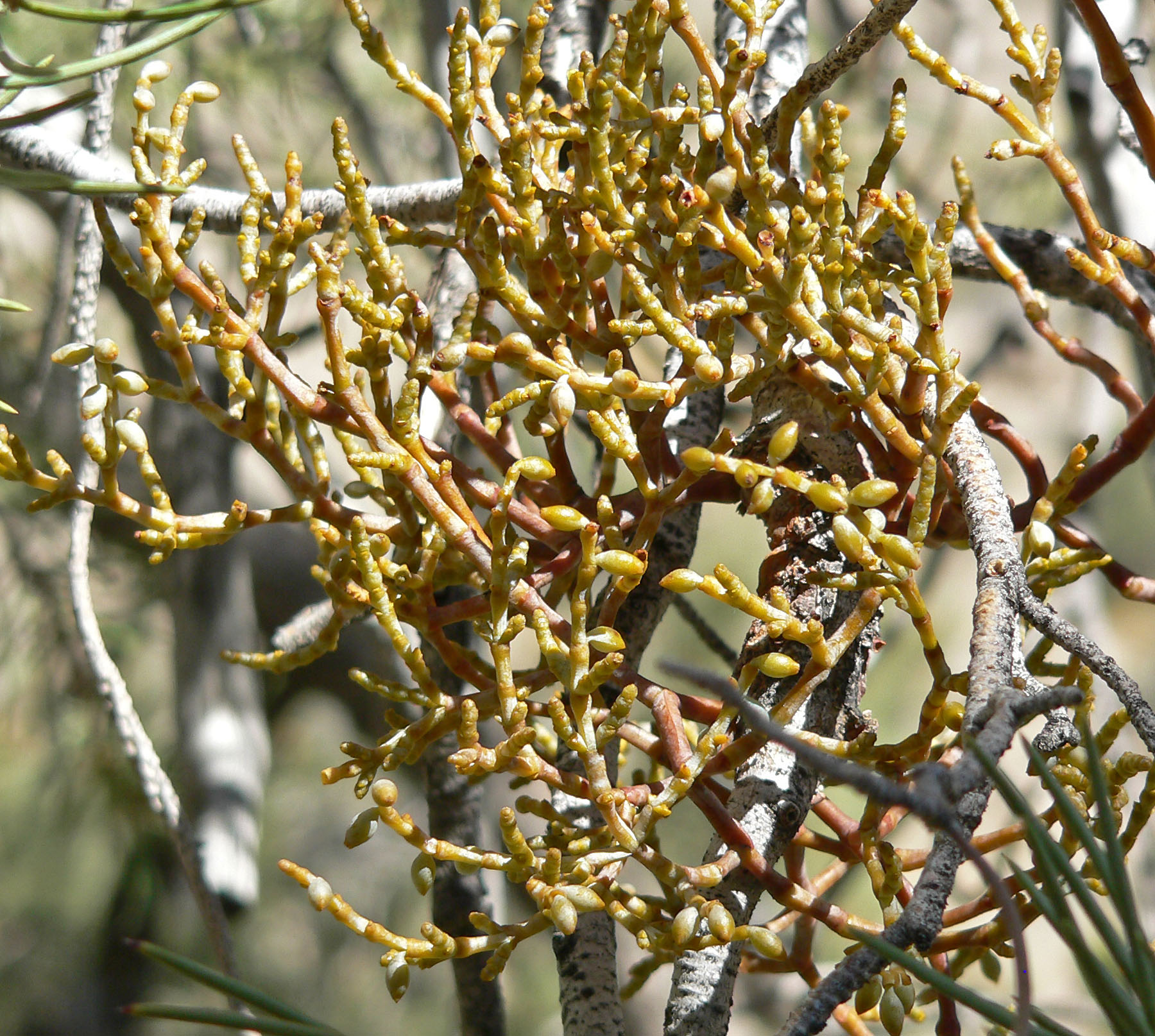
Arceuthobium divaricatum

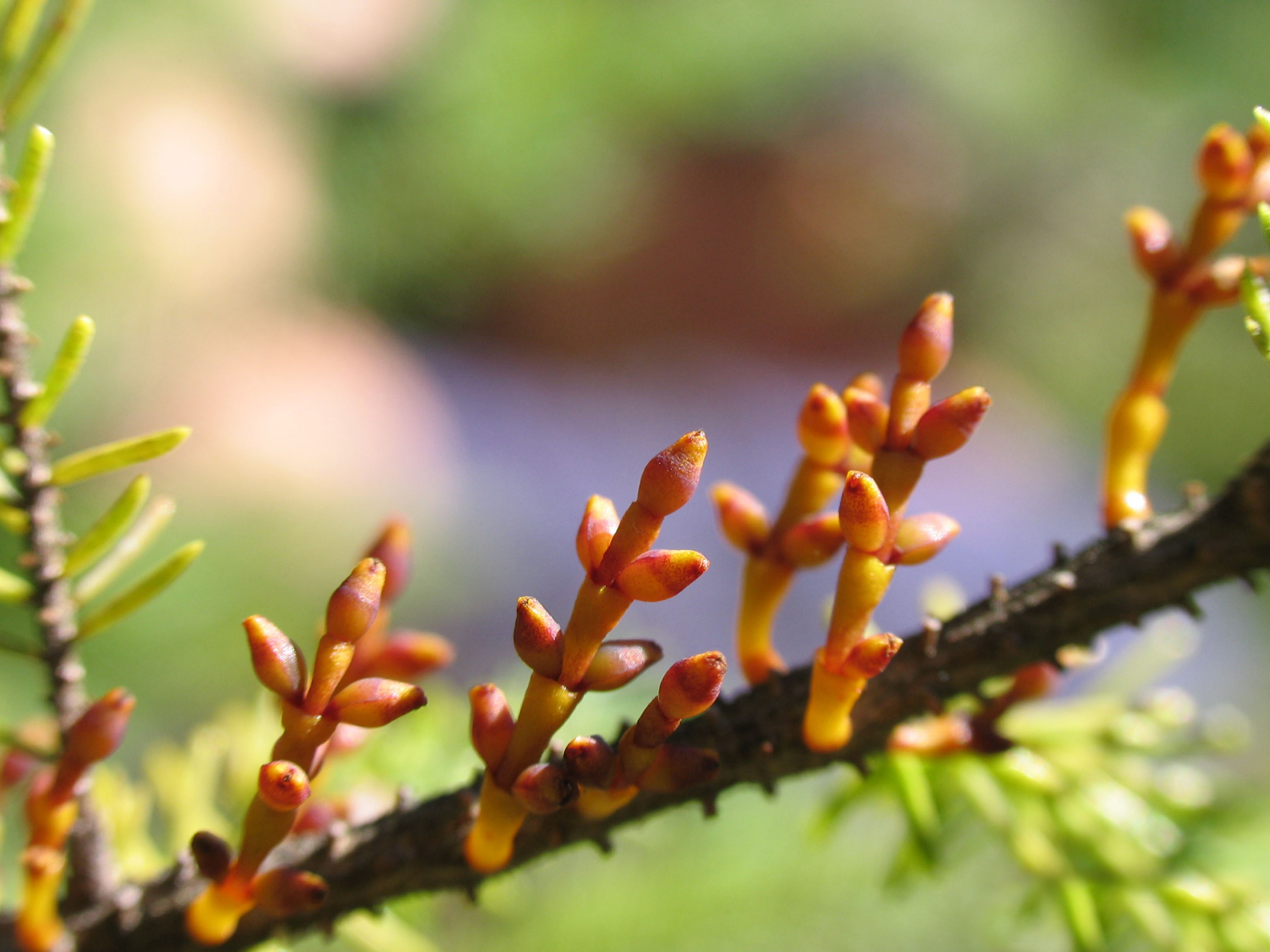
Arceuthobium pusillum

## Systematik
In der Gattung werden 42 Arten unterschieden. Die größte Artenvielfalt zeigt die Gattung in Amerika; 34 Arten sind in Nordamerika heimisch. In Europa kommen nur zwei Arten vor: Arceuthobium azoricum und Arceuthobium oxycedri.
Hier eine Artenauswahl:
- Arceuthobium americanum Nutt. ex Engelm.: Sie kommt in Ontario, im westlichen Kanada und in den westlichen Vereinigten Staaten vor.[2]
- Arceuthobium apachecum Hawksw. & Wiens: Sie wird auch als Unterart Arceuthobium campylopodum subsp. apachecum (Hawksworth & Wiens) Nickrent zu Arceuthobium campylopodum gestellt.[5] Sie kommt in Arizona, New Mexico und im mexikanischen Bundesstaat Chihuahua vor.[5]
- Arceuthobium azoricum Wiens & Hawksw.: Sie kommt auf den Azoren vor.[2]
- Arceuthobium blumeri A.Nelson: Sie wird auch als Unterart  Arceuthobium campylopodum subsp. blumeri (A.Nelson) Nickrent zu Arceuthobium campylopodum gestellt.[5] Sie kommt in Mexiko und in Arizona vor.[5]
- Arceuthobium campylopodum Engelm. (Syn.: Arceuthobium californicum Hawksw. & Wiens, Arceuthobium cyanocarpum (A.Nelson ex Rydb.) A.Nelson): Mit mehreren Unterarten:
  - Arceuthobium campylopodum subsp. abietinum (Engelm.) Nickrent (Syn.: Arceuthobium abietinum Engelm. ex Munz): Sie kommt in Washington, Oregon, Kalifornien, Nevada, Utah, Arizona und im mexikanischen Bundesstaat Chihuahua vor.[2]
  - Arceuthobium campylopodum subsp. campylopodum: Sie kommt in Oregon, Washington, Idaho, Kalifornien und Baja California vor.[5]
  - Arceuthobium campylopodum subsp. microcarpum (Engelm.) Nickrent (Syn.: Arceuthobium microcarpum (Engelm.) Hawksworth & Wiens): Sie kommt in Arizona und in New Mexico vor.[2]
  - Arceuthobium campylopodum subsp. occidentale (Engelm.) Nickrent (Syn.: Arceuthobium occidentale Engelm.): Sie kommt in Kalifornien vor.[2]
  - Arceuthobium campylopodum subsp. tsugense (Rosend.) Nickrent (Syn.: Arceuthobium tsugense (Rosend.) G.N.Jones): Sie kommt in Alaska, British Columbia, Washington, Oregon, Idaho und Kalifornien vor.[2]
- Arceuthobium divaricatum Engelm.: Sie kommt in Kalifornien, Nevada, Colorado, Utah, New Mexico, Arizona, Texas und Baja California vor.[5]
- Arceuthobium douglasii Engelm.: Sie kommt im westlichen Kanada, in den westlichen Vereinigten Staaten und im nördlichen Mexiko vor.[2]
- Arceuthobium gillii Hawksw. & Wiens: Sie kommt in Arizona, in New Mexico und im nördlichen Mexiko vor.[2]
- Arceuthobium globosum Hawksw. & Wiens: Sie kommt in Mexiko vor.[2]
- Arceuthobium laricis (Piper) H.St.John. Wird auch als Unterart Arceuthobium campylopodum subsp. laricis (M.E.Jones) Nickrent zu Arceuthobium campylopodum gestellt.[5]
- Arceuthobium littorum Hawksw., Wiens & Nickrent: Sie wird auch als Unterart Arceuthobium campylopodum subsp. littorum (Hawksw., Wiens & Nickrent) Nickrent zu Arceuthobium campylopodum gestellt.[5] Sie kommt nur in Kalifornien vor.[5]
- Arceuthobium minutissimum Hook.f.: Sie wurde aus dem Himalaja von Indien erstbeschrieben. Joseph Dalton Hooker, der sie beschrieb, meinte dazu, sie sei die kleinste zweikeimblättrige Pflanze, die er kenne.[6]
- Arceuthobium monticola Hawksw., Wiens & Nickrent: Sie wird auch als Unterart Arceuthobium campylopodum subsp. monticola (Hawksw., Wiens & Nickrent) Nickrent zu Arceuthobium campylopodum gestellt.[5] Sie kommt in Oregon und in Kalifornien vor.[5]
- Arceuthobium oxycedri (DC.) M.Bieb.: Sie kommt in Marokko, Algerien, Spanien, Frankreich, auf der Balkanhalbinsel, in Slowenien, Bulgarien, in der Ukraine, in der Türkei, in Syrien, im Libanon, in Armenien, Georgien und Aserbaidschan vor.[2]
- Arceuthobium pusillum Peck: Sie kommt in Kanada, in Minnesota und in den nordöstlichen Vereinigten Staaten vor.[2]
- Arceuthobium siskiyouense Hawksw., Wiens & Nickrent: Sie wird auch als Unterart Arceuthobium campylopodum subsp. siskiyouense (Hawksw., Wiens & Nickrent) Nickrent zu Arceuthobium campylopodum gestellt.[5] Sie kommt in Oregon und Kalifornien vor.[5]
- Arceuthobium vaginatum (Humb. & Bonpl. ex Willd.) J.Presl (Syn. Viscum vaginatum Humb. & Bonpl. ex Willd.): Sie kommt in Arizona, Utah, Texas, Colorado, New Mexico und in Mexiko vor.[2] Mit zwei Unterarten:
  - Arceuthobium vaginatum subsp. vaginatum: Sie kommt in Mexiko vor.[5]
  - Arceuthobium vaginatum subsp. cryptopodum (Engelm.) Hawksw. & Wiens (Syn.: Arceuthobium cryptopodum Engelm.): Sie kommt in den südwestlichen Vereinigten Staaten und im nördlichen Mexiko vor.[5]

## Forstwirtschaftliche Bedeutung
Vertreter dieser Gattung sind die Forstschädlinge, die den wirtschaftlich größten Schaden an forstlich bedeutsamen Nadelbaumarten in Nord- und Mittelamerika anrichten. Befallene Nadelbäume, vor allem Fichten, Kiefern und Tannen, zeigen verkrüppelten Wuchs, außerdem werden sie oft zusätzlich von anderen Baumkrankheiten befallen.